# Jerzy Hejosz
Jerzy Hejosz (ur. 1929, zm. 1 stycznia 2014) – polski piłkarz, zawodnik Wawelu Kraków i TS Podbeskidzie, wicemistrz Polski z 1953 r.
Jako zawodnik Wawelu Kraków zdobył w 1953 r., wicemistrzostwo Polski, następnie w latach 1954–1961 zawodnik TS Podbeskidzie
Zmarł 1 stycznia 2014 r. Pochowany na cmentarzu przy ul. Grunwaldzkiej w Bielsku-Białej.